# За будућност Црне Горе
За будућност Црне Горе је свеобухватна, углавном културнo конзервативна политичка коалиција у Црној Гори, формирана уочи парламентарних избора 2020. и 2023. године у тој земљи.
Заједничку листу коалиције на парламентарним изборима 30. августа 2020. године предводио је универзитетски професор др Здравко Кривокапић. На парламентарним изборима 2023. године предводи је Милан Кнежевић.

## Учешће на изборима

### Парламентарни избори 2020.

#### Кампања
Коалиција је формирана у августу 2020. године и у почетку је била састављена од два савеза Демократског фронта, Народног покрета и Социјалистичке народне партије који није део ниједног савеза. Главни циљ коалиције је збацивање владајуће Демократске партије социјалиста (ДПС) и председника Мила Ђукановића, који су на на власти још од 1991. године. Све странке чланице коалиције користиле су значајнији културни и социјално конзервативни дискурс, због политичке и верске кризе у Црној Гори 2020. године и отвореног сукоба Српске православне цркве и црногорске владе, коју је водио ДПС, након усвајања спорног закона о статусу верских заједница у Црној Гори, подржавајући верске протесте у Црној Гори и права Српске православне цркве у Црној Гори.
Коалиција је на изборима освојила 133.261 или 32,55% гласова, односно 27 посланичких мандата у Скупштини Црне Горе. Већину гласова освојила је у општинама Андријевица, Беране, Будва, Жабљак, Плужине, Пљевља и Херцег Нови.

### Локални избори

#### Избори у Никшићу (2021)
Коалиција "За будућност Црне Горе" учествује на локалним изборима у Никшићу, који се одржавају 14. марта 2021. године, под именом "За будућност Никшића". Први на изборној листи коалиције је Марко Ковачевић, посланик Скупштине Црне Горе и портпарол Нове српске демократије.
Подршку коалицији су јавно упутили председавајући Предсједништва БиХ Милорад Додик, градоначелник Бањалуке Драшко Станивуковић, председник Покрајинске владе Војводине Игор Мировић, Српска листа на челу са потпредседником Владе Косова и министром локалне самоуправе Гораном Ракићем и послаником Скупштине Републике Косово Игором Симићем, начелник општине Гацко Огњен Милинковић, проф. др Богољуб Шијаковић и песник Благоје Баковић. У кампању коалиције су се активно укључили председник општине Будва Марко Бато Царевић и Владислав Дајковић.

#### Избори у Мојковцу (2021)
На локалним изборима у Мојковцу, одржаним 5. децембра 2021. године, коалиција "За будућност Никшића" је 1.322 гласа, односно 24,17%, што је седам одборничких мандата и најавила је формирање нове парламентарне већине.

#### Избори у Беранама (2022)
На локалним изборима у Беранама, одржаним 27. марта 2022. године, коалиција "За будућност Берана" је 17,36% гласова и била трећепласирана, иза Демократске партије социјалиста и Социјалистичке народне партије, која је на овим изборима наступала самостално. Такође, на овим изборима су самостално наступале Уједињена Црна Гора и Права Црна Гора, а посебну изборну листу имала је и група "Беране сад" коју је подржао и иза које је стао Здравко Кривокапић.

### Председнички избори 2023.
Кандидат коалиције на председничким изборима Црне Горе био је Андрија Мандић, председник Нове српске демократије. Осим Демократске народне партије и Радничке партије, у првом кругу избора добио је подршку Социјалистичке народне партије, Праве Црне Горе, Слободне Црне Горе, Српског националног савјета Црне Горе и Савеза удружења расељених и избеглих у Црној Гори, а подржали су га још председник Републике Српске Милорад Додик и Весна Братић.
Први круг избора одржан је 19. марта 2023. године. Андрија Мандић је освојио 19,35% гласова, односно 65.394 гласа и однео победу у шест општина према укупном броју гласова у њима (Андријевица, Беране, Будва, Зета, Пљевља и Плужине). Међутим, иако је победио у две општине мање од Мандића, другопласирани кандидат Покрета Европа сад Јакова Милатовића је у збиру имао више гласова и ушао у други круг.
У другом кругу, коалиција је подржала председничког кандидата Покрета Европа сад Јакова Милатовића, који је однео победу.

### Парламентарни избори 2023.
На парламентарним изборима 2023. године, коалицију су чиниле Нова српска демократија, Демократска народна партија Црне Горе и Радничка партија. Претходно су лидери НСД-а Андрија Мандић, ДНП-а Милан Кнежевић и ПЗП-а Небојша Медојевић на заједничкој конференцији саопштили да престаје постојање Демократског фронта, те да ће ове странке самостално наставити своје политичко деловање.
Коалиција је освојила 14,74% гласова, односно 44.565 гласова, што јој је обезбедило 13 посланичких мандата у Скупштини Црне Горе. Појединачно највише гласова освојила је у општинама Будва, Зета и Пљевља. На тај начин је постала трећа по снази парламентарна политичка опција у Црној Гори, а претендује и да буде други највећи део парламентарне већине уколико се постигне договор о формирању Владе са Покретом Европа сад.

## Чланице коалиције
Чланови коалиције за парламентарне изборе 2020 чине два савеза Демократски фронт (Нова српска демократија, Покрет за промјене, Демократска народна странка и Права Црна Гора), Народни покрет (Уједињена Црна Гора, Радничка партија, пар независних посланика у парламенту, такође и неке мање десничарске странке, попут ДСЈ и ДСС) и Социјалистичка народна партија која није део ниједног савеза, али одржава уску сарадњу са новоформираним Народним покретом.
Коалицију такође подржава низ мањих ванпарламентарних организација, попут крајње десне Странке српских радикала и Српске листе, као и крајње леве Југословенске комунистичке партије, такође и неких српских националних и културних невладиних организација у Црној Гори, као што су Српски национални савјет Црне Горе.
| Лого | Коалиција/политичка странка                                                                                          | Лидер(и)                                                                |
| ---- | --- | ----------------------------------------------------------------------- |
|      | Не дамо Црну Гору | - Здрако Кривокапић                                                     |
|      | Демократски фронт - Нова српска демократија - Демократска народна партија - Покрет за промјене                       | - Андрија Мандић - Милан Кнежевић - Небојша Медојевић                   |
|      | Социјалистичка народна партија Црне Горе                                                                             | Владимир Јоковић                                                        |
|      | Права Црна Гора | Марко Милачић                                                           |
|      | Народни покрет - Уједињена Црна Гора - Радничка партија - Демократска српска странка - Демократска странка јединства | - Горан Даниловић - Максим Вучинић - Драгица Перовић - Небојша Јушковић |
|      | Странка српских радикала                                                                                             | Душко Секулић                                                           |
|      | Српска листа | Добрило Дедеић                                                          |
|      | Југословенска комунистичка партија Црне Горе                                                                         | Зоран Радошевић                                                         |
|      | Српска Радикална Странка                                                                                             | Илија Дармановић                                                        |

## Заступљеност у власти

### Скупштина Црне Горе

#### Сазив из 2020. године
| Странка | Странка                        | Лидер             | Скупштина Црне Горе |
| ------- | ------------------------------ | ----------------- | ------------------- |
|         | Нова српска демократија        | Андрија Мандић    | 9 / 81              |
|         | Покрет за промјене             | Небојша Медојевић | 5 / 81              |
|         | Демократска народна партија    | Милан Кнежевић    | 5 / 81              |
|         | Социјалистичка народна партија | Владимир Јоковић  | 5 / 81              |
|         | Права Црна Гора                | Марко Милачић     | 1 / 81              |
|         | Уједињена Црна Гора            | Горан Даниловић   | 1 / 81              |
|         | Радничка партија               | Максим Вучинић    | 1 / 81              |

#### Сазив из 2023. године
| Странка | Странка                     | Лидер            | Скупштина Црне Горе |
| ------- | --------------------------- | ---------------- | ------------------- |
|         | Нова српска демократија     | Андрија Мандић   | 9 / 81              |
|         | Демократска народна партија | Милан Кнежевић   | 4 / 81              |
|         | Радничка партија            | Максим Вучинић   | 0 / 81              |
|         | Српска радикална странка    | Илија Дармановић | 0 / 81              |

### Локални ниво

#### Градоначелници и председници општина
| Избори   | Председник општине | Странка                     | Избори |
| -------- | ------------------ | --------------------------- | ------ |
| Никшић   | Марко Ковачевић    | Нова српска демократија     | 2021.  |
| Пљевља   | Дарио Вранеш       | Нова српска демократија     | 2022.  |
| Беране   | Вуко Тодоровић     | Нова српска демократија     | 2022.  |
| Будва    | Мило Божовић       | Нова српска демократија     | 2022.  |
| Мојковац | Веско Делић        | Нова српска демократија     | 2021.  |
| Зета     | Михаило Асановић   | Демократска народна партија | 2022.  |

## Изборни резултати

### Председнички избори
| Избори                    | # гласова | % од важећих | Лидер          |
| ------------------------- | --------- | ------------ | -------------- |
| 19. март 2023.(први круг) | 65.394    | 19,32%       | Андрија Мандић |

### Парламентарни избори
| Избори | Лидер коалиције    | Резултати | Резултати | Резултати | Резултати | Мјесто | Влада              |
| Избори | Лидер коалиције    | Гласова   | %         | Посланика | +/–       | Мјесто | Влада              |
| ------ | ------------------ | --------- | --------- | --------- | --------- | ------ | ------------------ |
| 2020.  | Здравко Кривокапић | 133,261   | 32.55%    | 27 / 81   | Нова      | 2.     | Подршка 2020–22.   |
| 2020.  | Здравко Кривокапић | 133,261   | 32.55%    | 27 / 81   | Нова      | 2.     | Опозиција 2022–23. |
| 2023.  | Милан Кнежевић     | 44,565    | 14.74%    | 13 / 81   | 14        | 3.     | Подршка            |

### Локални избори
| Избори            | Општина     | Назив листе                                                                               | # гласова        | % од важећих     | # посланика      | Влада            | Чланице коалиције             | Лидер                    |
| ----------------- | ----------- | ----------------------------------------------------------------------------------------- | ---------------- | ---------------- | ---------------- | ---------------- | ----------------------------- | ------------------------ |
| 30. август 2020.  | Будва       |                                                                                           | 5.786            | 41,40%           | 14 / 33          | владајућа већина |                               | Марко Царевић            |
| 14. март 2021.    | Никшић      |                                                                                           | 12.392           | 26%              | 11 / 41          | владајућа већина |                               | Марко Ковачевић          |
| 9. мај 2021.      | Херцег Нови |                                                                                           | 3.246            | 19,39%           | 7 / 35           | владајућа већина |                               | Иван Отовић              |
| 5. децембар 2021. | Мојковац    |                                                                                           | 1.322            | 24,17%           | 8 / 31           | владајућа већина |                               | Веско Делић              |
| 27. март 2022.    | Беране      |                                                                                           | 2.559            | 17,36%           | 6 / 35           | владајућа већина |                               | Вуко Тодоровић           |
| 23. октобар 2022. | Подгорица   |                                                                                           | 16.361           | 20,17%           | 13 / 59          | владајућа већина | НСД, ДНП,Права, СЦГ           | Јелена Боровинић Бојовић |
| 23. октобар 2022. | Бијело Поље |                                                                                           | 3.510            | 14.1%            | 5 / 38           | Опозиција        |                               | Васо Обрадовић           |
| 23. октобар 2022. | Бар         |                                                                                           | 2.698            | 12,3%            | 5 / 37           | Опозиција        |                               | Маја Вукићевић           |
| 23. октобар 2022. | Будва       | Будва на првом мјесту - Мило Божовић                                                      | 5.690            | 49.5%            | 17 / 33          | владајућа већина |                               | Мило Божовић             |
| 23. октобар 2022. | Даниловград |                                                                                           | 1.361            | 14,8%            | 5 / 33           | владајућа већина |                               | Велимир Ђоковић          |
| 23. октобар 2022. | Жабљак      |                                                                                           | 412              | 14,7%            | 5 / 31           | владајућа већина |                               | Иван Поповић             |
| 23. октобар 2022. | Зета        |                                                                                           | 4.502            | 49,2%            | 16 / 32          | владајућа већина | НСД, ДНП, ПЗП, РП, Права, СРС | Михаило Асановић         |
| 23. октобар 2022. | Колашин     | ДФ - За будућност Колашина                                                                | 619              | 13,7%            | 4 / 30           | владајућа већина |                               | Василије Булатовић       |
| 23. октобар 2022. | Пљевља      |                                                                                           | 5.620            | 32,7%            | 12 / 35          | владајућа већина |                               | Милан Лекић              |
| 23. октобар 2022. | Плав        | За нашу будућност - Демократска народна партија, Нова српска демократија, Права Црна Гора | 648              | 13,3%            | 4 / 31           | Опозиција        | ДНП, НСД, ПЦГ                 | Милун Зоговић            |
| 23. октобар 2022. | Плужине     | За будућност Пиве - Нова српска демократија                                               | 394              | 20,6%            | 6 / 30           | Опозиција        |                               | Зоран Благојевић         |
| 23. октобар 2022. | Рожаје      | За будућност Рожаја                                                                       | 236              | 1,9%             | 0 / 34           | Опозиција        | НСД, СНП                      | Анђела Белоица           |
| 23. октобар 2022. | Тиват       | Демократски фронт - За будућност Тивта и Боке                                             | 656              | 8,6%             | 3 / 32           | владајућа већина |                               | Миљан Марковић           |
| 23. октобар 2022. | Шавник      | За будућност Шавника - СНП-НСД-ДНП                                                        | поништени избори | поништени избори | поништени избори | поништени избори | СНП, НСД, ДНП                 | Гаврило Церовић          |

## Истраживања јавног мнења
| Истраживач                 | Период              | За будућност Црне Горе | Извор  |
| -------------------------- | ------------------- | ---------------------- | ------ |
| Intelligent Communications | 5—11. август 2020.  | 25,9%                  | [ 15 ] |
| CEDEM                      | 13. август 2020.    | 24,7%                  | [ 16 ] |
| CEDEM                      | 25. септембар 2020. | 34,8%                  | [ 17 ] |